# Yucca gigantea
Yucca gigantea, conocida popularmente como yuca de interior, yuca gigante o yuca pie de elefante, es una especie arborescente de la familia de las asparagáceas, nativa de Mesoamérica. Se cultiva como planta de interior, y los pétalos y brotes tiernos se consumen como verdura. La flor del izote o itabo es un símbolo nacional de El Salvador. Puede ser considerada una variedad de Y. guatemalensis, pero se distingue por sus hojas más rígidas, con punta espinosa y estriaciones blancas, y el tallo con bases foliares que permanecen durante años.

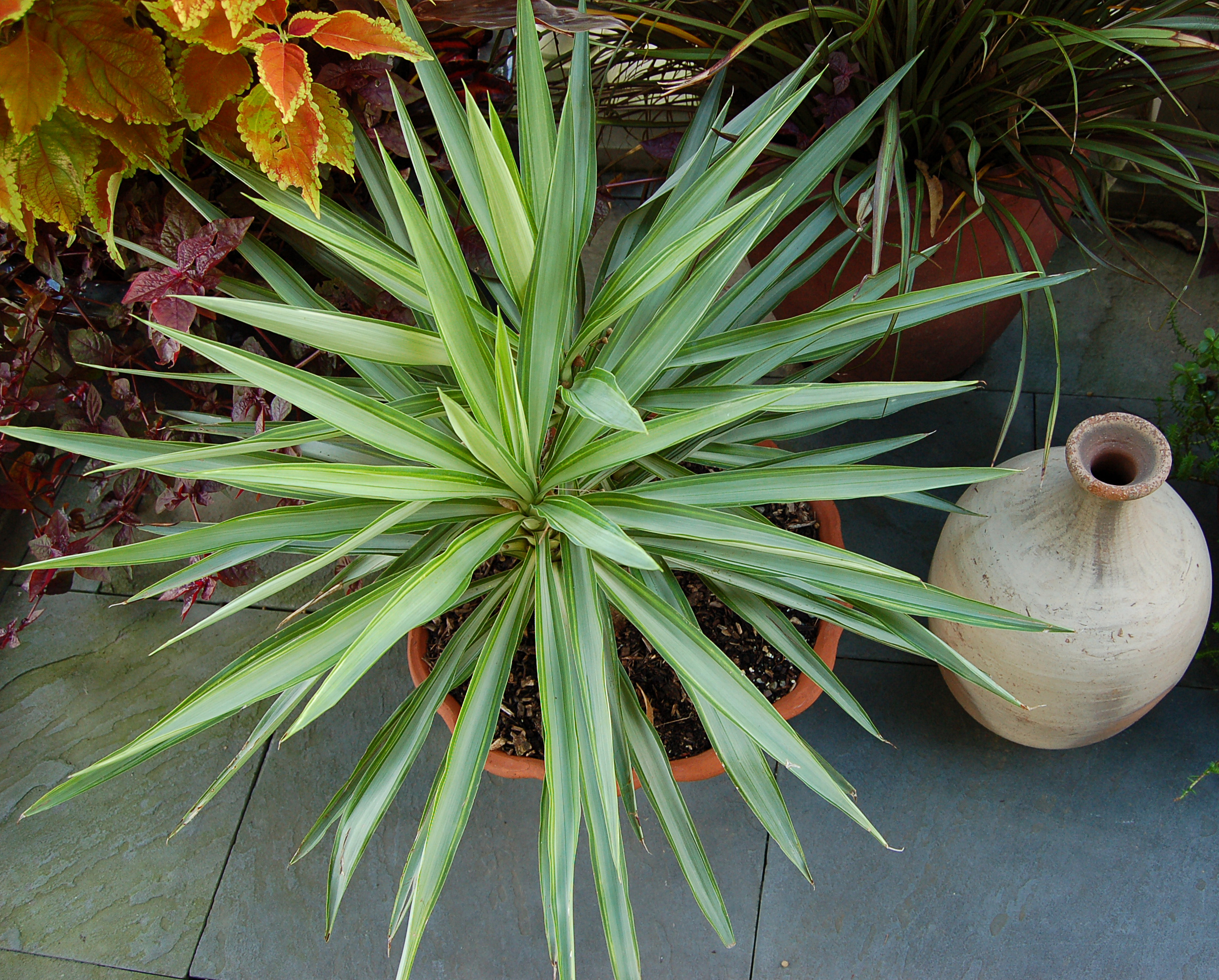
Vista de la planta

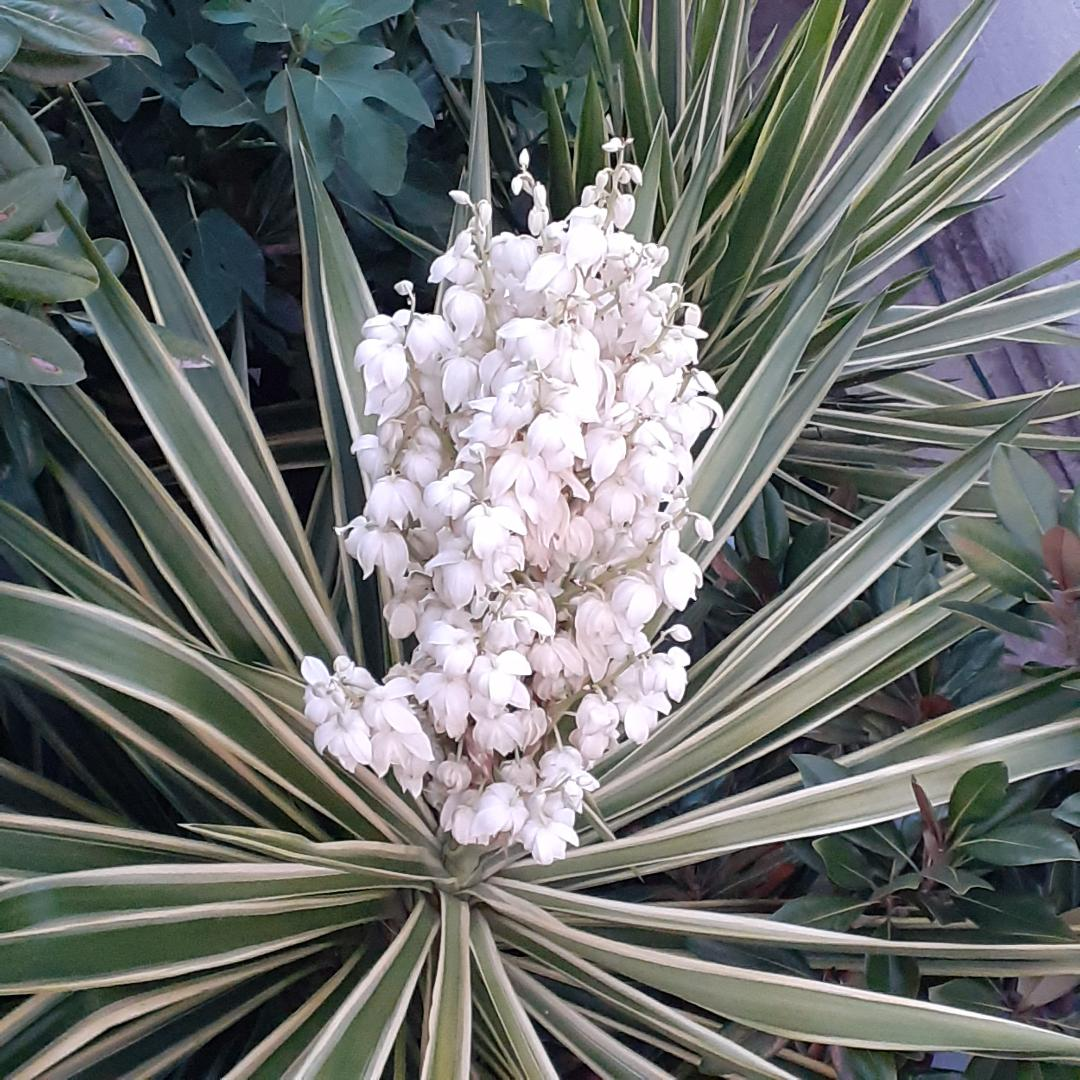
Inflorescencia de Yucca gigantea

## Descripción
Y. gigantea tiene unas pequeñas e inofensivas espinas alrededor de la hoja, por lo que es más frecuente como planta ornamental que otras especies. Alcanza los 10 m de altura, con tallos simples o ramificados, engrosados en la base. Las hojas son alargadas, de 50 a 100 por 5 a 7 cm de longitud y los bordes ligeramente dentados. Las inflorescencias son panículas frondosas con flores acampanadas, de color blanco o crema.

## Taxonomía
Yucca gigantea fue descrita por Charles Lemaire y publicado en L'Illustration horticole 6: misc. 91. 1859.
Etimología
Yucca: nombre genérico que fue nombrado por Carlos Linneo y que deriva por error de la palabra taína: yuca (escrita con una sola "c").
gigantea: epíteto latino que significa "muy grande".
Sinonimia
- Yucca elephantipes Regel, 1859
- Yucca elephantipes Regel ex Trel., 1902
- Yucca ghiesbreghtii Peacock ex Baker, 1880
- Yucca guatemalensis Baker, 1872
- Yucca lenneana Baker, 1880
- Yucca mazelii W.Watson, 1889
- Yucca moreana Peacock ex Baker, 1880
- Yucca roezlii Peacock ex Baker, 1880

## Nombre común
- En El Salvador, Guatemala y México: izote.[4] Es la flor nacional de El Salvador, por decreto legislativo en diciembre de 1995.[5]
- En España: yucca.
- En Costa Rica: itabo.[6]

## Usos
En Centroamérica sus pétalos se consumen con huevo y tomate, en adobos o caldos ( chilatole) o con limón y sus botones como ensalada. Es de sabor amargo, como la pacaya. En Costa Rica, la flor se come los viernes de Cuaresma y Viernes Santo, en forma de un plato que se conoce como «Gallos de flor de Itabo».